# 米良重方
米良重方（めら しげかた，1534年—1572年6月14日），戰國時代及安土桃山時代的武將。日向伊東氏的家臣。日向國諸縣郡須木城主。三之山的地頭。

## 略歷
須木米良氏據說是肥後菊池氏的後裔，是一個世代擔任驅除日向伊東氏怨靈的神社大宮司職的家系。重方曾被命令在薩摩國島津氏所接壤的小林村（現在的宮崎縣小林市真方）築城，並被任命為小林城的城主，最終領有須木城與小林城。
永祿九年（1566年）十月廿六日，正在築城中的小林城遭到島津義久・義弘・歲久的2萬大軍攻擊，伊東軍初期出城野戰，但是敗陣，於是退回小林城內籠城。島津義久攻入城大門大手口，島津義弘攻入水之手口、島津歳久從窪谷口南方攻入小林城，重方與弟弟米良矩重共同奮戰。所幸須木城的援軍及時到來，島津軍在小林城軍與援軍內外夾擊下，阿多中務、末弘又左衛門尉、椎原助十郎等島津將領戰死，島津義弘也身負重傷，島津軍最終被迫撤退。
永祿十一年（1568年），伊東軍和島津軍在飫肥爆發衝突（第九飫肥役），米良重方以伊東軍的代表身份與島津軍的北鄉忠顯進行戰後交涉，成功迫使島津軍撤退，並割讓飫肥領地。重方也因此被譽為智勇兼備的將領，並獲贈野首城。
元龜三年（1572年）五月四日，重方在木崎原之戰中出陣。由於進攻島津軍的加久藤城失敗，伊東軍只得先行撤退，與後繼的伊東祐安部會合，朝白鳥山麓撤退，越過飯野城南的池島川，抵達木崎原。一番混戰後，主將伊東祐安被擊殺，伊東軍全線崩潰，重方連同伊東又次郎、落合兼置擔任伊東軍的殿軍，最終不幸戰死。義弘在檢視首級後，將重方屍首送至米良家菩提寺一麟寺安葬。